# That Bass Tour
That Bass Tour là chuyến lưu diễn hòa nhạc quảng bá đầu tiên của ca sĩ kiêm sáng tác nhạc người Mỹ Meghan Trainor. Chuyến lưu diễn được tổ chức nhằm hỗ trợ cho album phòng thu đầu tay của cô Title (2015), và sự kiện diễn ra tại Bắc Mỹ, châu Âu, châu Á và châu Đại Dương. Chuyến lưu diễn được công bố vào tháng 11 năm 2014 cùng với lịch trình tại Bắc Mỹ, và những lịch trình tại châu Đại Dương, châu Âu, châu Á cũng được công bố sau đó. Công ty giải trí Live Nation Entertainment thầu sản xuất buổi diễn này. Danh sách các tiết mục gồm phần lớn các bài hát trong Title, cùng với một bản cover bài hát "Uptown Funk" của Mark Ronson. Chuyến lưu diễn này nhận được nhiều đánh giá tích cực, trong đó các nhà phê bình khen ngợi năng lực biểu diễn trực tiếp của Trainor.

## Bối cảnh
Ngày 3 tháng 11 năm 2014, Trainor công bố chuyến lưu diễn hòa nhạc đầu tiên, That Bass Tour, để hỗ trợ quảng bá cho album phòng thu thứ tư và cũng là album đầu tiên của cô với một hãng thu lớn, Title (2015). Lịch trình cho chuyến lưu diễn tại Bắc Mỹ được công bố cùng ngày, vé được phát hành từ ngày 8 tháng 11 năm 2014. Lịch trình tại Anh Quốc và Úc được tiết lộ vào tháng 1 năm 2015. Live Nation Entertainment được thông báo sẽ là nhà sản xuất của chuyến lưu diễn, và HP sẽ là nhà tài trợ. Danh sách các tiết mục biểu diễn bao gồm mười bốn bài hát từ album Title của Trainor cùng với một đoạn nhảy với bài hát "Uptown Funk" của Mark Ronson.

## Tóm tắt buổi diễn
Buổi diễn bắt đầu với màn hình đầy ánh đèn ở phía sau trong lúc Trainor bước vào sân khấu, và sau đó cô bắt đầu buổi diễn với "Dear Future Husband". Sau khi biểu diễn ba bài hát khác, Trainor bắt đầu hát "Title" với chỉ một cây đàn ukulele và người chơi guitar của cô. "Bang Dem Sticks" được biểu diễn, tiếp đến là một đoạn solo trống, và tiếp nối bởi một đoạn nhảy đặc biệt, như một sự tri ân với bài hát "Uptown Funk" của Mark Ronson hợp tác với Bruno Mars. Bài hát đầu tiên trong màn biểu diễn thêm, "What If I" được cô thể hiện cùng với một quả bóng disco. Buổi diễn khép lại với "All About That Bass", mà theo Bill Brotherton của Boston Herald nói rằng đã có "một màn hát theo thật lớn và có cả cha mẹ lẫn những đứa trẻ nhảy múa không biết mệt mỏi". Buổi diễn kết thúc với những quả bóng bay lớn và pháo giấy rơi từ trên trần xuống.

## Đánh giá chuyên môn
Carlee Wright của USA Today khen ngợi buổi biểu diễn, nói rằng Trainor đã rất sung sức trong buổi diễn, và cô đã tương tác thường xuyên với khán giả, cả giữa và trong các bài hát. Cô cũng nói rằng Trainor "đã mang cho cô những gì tốt nhất có thể" trong buổi diễn và cô khuyến khích mọi người mua vé xem buổi diễn. Annabel Ross từ The Sydney Morning Herald đánh giá buổi diễn ba trên năm sao, và mô tả Trainor là một "ngôi sao nhạc pop cho mọi gia đình" trong bài đánh giá. Ashley Lee của The Hollywood Reporter nói rằng buổi diễn đã không làm thất vọng khán giả, và cũng khen ngợi giọng hát của Trainor và nghệ thuật trình diễn của cô. David Pollock của The Independent khen ngợi buổi biểu diễn và cho rằng nó "giàu hình ảnh trực quan một cách tích cực và là một cảm giác chân thực của việc trình diễn trực tiếp". Alicia Adejobi của International Business Times thì lại chê tần suất nhảy của Trainor trong màn biểu diễn "Uptown Funk", nói rằng cô không phải là "vũ công giỏi nhất".
Nicole DeCosta của Portland Tribune mô tả Trainor như là một người khá thoải mái và mô tả những điệu nhảy của cô như "được phân loại nhãn G", mặc dù Owen R. Smith từ The Seattle Times nói rằng chủ đề trong lời của các bài hát trong danh sách các tiết mục không phù hợp với những khán giả trẻ của chúng. Ashley Lee từ The Hollywood Reporter nói rằng địa điểm tổ chức buổi biểu diễn thật "gần gũi", và Trainor đã tận dụng lợi thế này. John Aizlewood của London Evening Standard viết rằng Trainor đã có một "sự xuất hiện tự nhiên" trong buổi diễn và cô đã "lan tỏa nhiều hơn là một hạnh phúc nho nhỏ".

## Danh sách tiết mục
Danh sách các tiết mục cho buổi diễn ngày 13 tháng 3 năm 2015.
1. "Dear Future Husband"
2. "Mr. Almost"
3. "Credit"
4. "No Good for You"
5. "Title"
6. "Walkashame"
7. "Close Your Eyes"
8. "3am"
9. "Like I'm Gonna Lose You"
10. "Bang Dem Sticks"
11. "Uptown Funk" (Tiết mục nhảy) (bài hát của Mark Ronson)
12. "My Selfish Heart"
13. "Lips Are Movin"

Biểu diễn thêm:
1. "What If I"
2. "All About That Bass"

## Các buổi diễn
| Ngày                     | Thành phố          | Quốc gia         | Địa điểm                   | Mở màn               | Số người tham gia | Doanh thu        |
| Chặng 1 – Bắc Mỹ         | Chặng 1 – Bắc Mỹ   | Chặng 1 – Bắc Mỹ | Chặng 1 – Bắc Mỹ           | Chặng 1 – Bắc Mỹ     | Chặng 1 – Bắc Mỹ  | Chặng 1 – Bắc Mỹ |
| ------------------------ | ------------------ | ---------------- | -------------------------- | -------------------- | ----------------- | ---------------- |
| 11 tháng 2 năm 2015      | Vancouver          | Canada           | Nhà hát Vogue              | Sheppard             | —                 | —                |
| 13 tháng 2 năm 2015      | Portland           | Hoa Kỳ           | Wonder Ballroom            | Sheppard Matt Prince | —                 | —                |
| 14 tháng 2 năm 2015      | Seattle            | Hoa Kỳ           | Nhà hát Neptune            | Sheppard Matt Prince | —                 | —                |
| 16 tháng 2 năm 2015      | San Francisco      | Hoa Kỳ           | The Fillmore               | Sheppard Matt Prince | —                 | —                |
| 18 tháng 2 năm 2015      | San Diego          | Hoa Kỳ           | House of Blues             | Sheppard Matt Prince | —                 | —                |
| 21 tháng 2 năm 2015      | Los Angeles        | Hoa Kỳ           | Nhà hát El Rey             | Sheppard Matt Prince | 1.542 / 1.542     | $38.500          |
| 22 tháng 2 năm 2015      | Los Angeles        | Hoa Kỳ           | Nhà hát El Rey             | Sheppard Matt Prince | 1.542 / 1.542     | $38.500          |
| 25 tháng 2 năm 2015      | Houston            | Hoa Kỳ           | House of Blues             | Sheppard Matt Prince | —                 | —                |
| 27 tháng 2 năm 2015      | Dallas             | Hoa Kỳ           | Nhà hát Granda             | Sheppard Matt Prince | —                 | —                |
| 1 tháng 3 năm 2015       | Louisville         | Hoa Kỳ           | Mercury Ballroom           | Sheppard Matt Prince | —                 | —                |
| 2 tháng 3 năm 2015       | Detroit            | Hoa Kỳ           | Saint Andrew's Hall        | Sheppard Matt Prince | —                 | —                |
| 4 tháng 3 năm 2015       | Chicago            | Hoa Kỳ           | House of Blues             | Sheppard Matt Prince | —                 | —                |
| 6 tháng 3 năm 2015       | Toronto            | Canada           | The Phoenix                | Sheppard Matt Prince | —                 | —                |
| 8 tháng 1 năm 2015       | Silver Spring      | Hoa Kỳ           | The Fillmore Silver Spring | Sheppard Matt Prince | —                 | —                |
| 11 tháng 3 năm 2015      | Philadelphia       | Hoa Kỳ           | Theatre of Living Arts     | Sheppard Matt Prince | —                 | —                |
| 13 tháng 3 năm 2015      | Thành phố New York | Hoa Kỳ           | Irving Plaza               | Sheppard Matt Prince | —                 | —                |
| 15 tháng 3 năm 2015      | Thành phố New York | Hoa Kỳ           | Irving Plaza               | Sheppard Matt Prince | —                 | —                |
| 17 tháng 3 năm 2015      | Boston             | Hoa Kỳ           | Paradise Rock Club         | Sheppard Matt Prince | —                 | —                |
| 20 tháng 3 năm 2015      | Nashville          | Hoa Kỳ           | The Cannery Ballroom       | Matt Prince          | —                 | —                |
| Chặng 2 – Châu Âu        |                    |                  |                            |                      |                   |                  |
| 9 tháng 4 năm 2015       | Manchester         | Anh              | The Ritz                   | Olivia Somerlyn      | —                 | —                |
| 10 tháng 4 năm 2015      | Glasgow            | Scotland         | O2 ABC                     | Olivia Somerlyn      | —                 | —                |
| 11 tháng 4 năm 2015      | Birmingham         | Anh              | The Institute              | Olivia Somerlyn      | —                 | —                |
| 13 tháng 4 năm 2015      | Luân Đôn           | Anh              | O2 Shepherd's Bush Empire  | Olivia Somerlyn      | —                 | —                |
| Chặng 3 – Châu Á         |                    |                  |                            |                      |                   |                  |
| 18 tháng 4 năm 2015      | Tokyo              | Nhật Bản         | Harajuku Laforet           | —                    | —                 | —                |
| 23 tháng 4 năm 2015      | Singapore          | Singapore        | Resorts World Sentosa      | —                    | —                 | —                |
| Chặng 4 – Châu Đại Dương |                    |                  |                            |                      |                   |                  |
| 27 tháng 4 năm 2015      | Sydney             | Úc               | Big Top Sydney             | G.R.L.               | —                 | —                |
| 30 tháng 4 năm 2015      | Melbourne          | Úc               | Nhà hát Forum              | G.R.L.               | —                 | —                |
| Chặng 5 – Bắc Mỹ         |                    |                  |                            |                      |                   |                  |
| 8 tháng 5 năm 2015       | Chula Vista        | Hoa Kỳ           | Hí trường Toyota           | —                    | —                 | —                |
| 9 tháng 5 năm 2015       | Carson             | Hoa Kỳ           | Trung tâm StubHub          | —                    | —                 | —                |
| Chặng 6 – Châu Âu        |                    |                  |                            |                      |                   |                  |
| 26 tháng 5 năm 2015      | Copenhagen         | Đan Mạch         | Vega                       | Olivia Somerlyn      | —                 | —                |
| 28 tháng 5 năm 2015      | Paris              | Pháp             | Le Trianon                 | Olivia Somerlyn      | —                 | —                |
| 29 tháng 5 năm 2015      | Amsterdam          | Hà Lan           | Rock Paradiso              | Olivia Somerlyn      | —                 | —                |
| 30 tháng 5 năm 2015      | Hannover           | Đức              | Expo Plaza                 | Olivia Somerlyn      | —                 | —                |
| 1 tháng 6 năm 2015       | Hamburg            | Đức              | Große Freiheit             | Olivia Somerlyn      | —                 | —                |
| 2 tháng 6 năm 2015       | Köln               | Đức              | Live Music Hall            | Olivia Somerlyn      | —                 | —                |
| 4 tháng 6 năm 2015       | Milano             | Ý                | Fabrique                   | Olivia Somerlyn      | —                 | —                |
| 6 tháng 6 năm 2015       | Luân Đôn           | Anh              | Sân vận động Wembley       | —                    | —                 | —                |
| Tổng cộng                | Tổng cộng          | Tổng cộng        | Tổng cộng                  | Tổng cộng            | 1.542 / 1.542     | $38.500          |